# Heythrop-Bibliothek

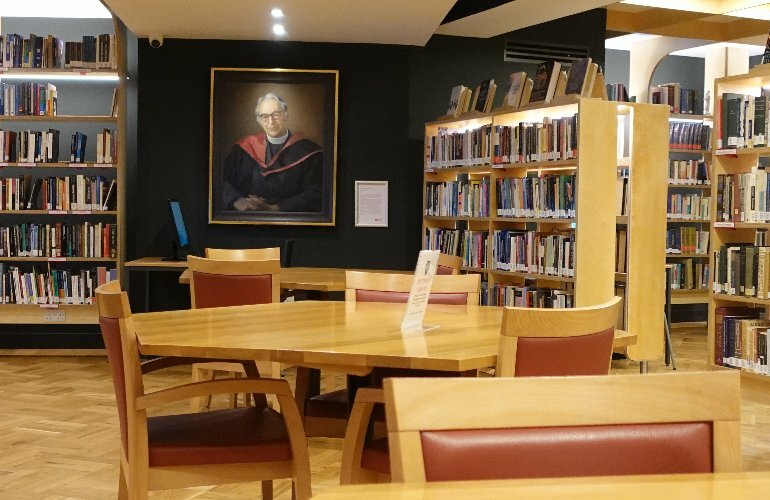
Lesesaal in der Heythrop Library

Die Heythrop Library ist eine Bibliothek in London, die Publikationen der Philosophie und Theologie sammelt. Die Bibliothek war Teil der University of London, solange sie Teil des geschlossenen Heythrop College war. Seit der Schließung fungiert die Bibliothek unabhängig vom College.
Die Bibliothek unterstützt die Jesuiten im Vereinigten Königreich. The Telegraph (London) nannte die Sammlung „eine der ältesten und wichtigsten theologischen und philosophischen Bibliotheken im Vereinigtem Königreich“.
Seit 2019 befindet sich der Lesesaal der Bibliothek im London Jesuit Centre, Mount Street, Mayfair, London, und sie ist auf mehrere Außenlager verteilt. Die Bibliothek steht jedem offen, der „ein ernsthaftes Interesse an Theologie oder Philosophie hat und an anderen verwandten Disziplinen, die in der Sammlung vorhanden sind“. Verschiedenen Optionen einer Mitgliedschaft sind möglich: von kostenlos bis zu einem jährlichen Mitgliedsbeitrag. Studierende im Hochschulbereich, Jesuiten und Mitglieder anderer Ordensgemeinschaften, als auch Menschen ohne festes Einkommen, können von einer unentgeltlicher Mitgliedschaft profitieren. Die Bibliothek bietet historische als auch aktuelle Forschungspublikationen in gedruckter Form an. Die beiden Hauptzielgruppen sind Menschen, die sich in der Ausbildung zum Dienst in der Katholische Kirche oder anderen christlichen Kirchen befinden, und auch diejenigen, die Teil des weiteren, akademischen Sektors sind. Die Sammlung unterstützt auch Lernende, die am Programm des London Jesuit Centre teilnehmen.
Die Heythrop Library ist ein Mitglied der Association of British Theological and Philosophical Libraries (ABTAPL).

## Geschichte
Einige Bücher des Sammlung der heutigen Heythrop Library gehen zurück auf das Jahr 1614, als die Jesuiten ein Priesterseminar in Löwen gründeten. Dort sollten Jesuitenpriester für die „Englische Mission“ ausgebildet werden. Die theologische Sammlung wurde später im St Bueno’s Exerzitienhaus in Wales aufbewahrt, wo sie von dem Dichter und Jesuiten Gerard Manley Hopkins benutzt wurde.
Heythrop College wurde im Jahre 1926 in Oxfordshire gegründet und 1970 nach London verlegt und war bis zur Schließung im Jahr 2019 Teil der University of London. Seit 2019 setzte die Bibliothek den Dienst für Studierende und Forschende fort. Außerdem wird seitdem auch weiterhin die Sammlung durch die Senate House Library und den Lesesaal im London Jesuit Centre zugänglich gemacht. Über 700 Wiegendrucke und Rara werden seit Schließung 2019 in der Campion Hall, Oxford aufbewahrt.
Die Bibliothek war Teil der University of London, solange sie Teil des geschlossenen Heythrop College war. Seit der Schließung fungiert die Bibliothek unabhängig vom College. Zwischen 2018 und April 2025 war die Bibliothek eine affiliierte Bibliothek der Senate House-Library; dies bedeutete, dass deren Bibliotheksverwaltungssystem und Katalog auch von der Heythrop Library genutzt wurden.[1]

## Sammlung
Die Bibliothek besteht aus über 213.000 Bänden. Im Lesesaal im London Jesuit Centre befinden sich 8.000 Bücher sowie die neusten Ausgaben wissenschaftlicher Zeitschriften. Die Sammlung ist hauptsächlich auf Theologie, Philosophie und verwandte Disziplinen ausgerichtet; einen besonderen Schwerpunkt bilden Publikationen, welche die römisch-katholische Kirche und christliche Theologie betreffen, sowie Philosophie und Spiritualität (im Speziellen die von Ignatius von Loyola), und Jesuitika. in den 1980er Jahren beherbergte die Heythrop Library auch Bücher des Linacre Centre Library collection.